# Список умерших в 599 году

## Апрель
- 21 апреля — Анастасий I, Патриарх Антиохийский (559—570, 593—599), православный святой.

## Дата смерти неизвестна или требует уточнения
- Бели ап Рин, король Гвинеда (580—599).
- Варнахар I, майордом Бургундии при короле Теодорихе II.
- Гартнарт II, король пиктов (584—599).
- Геннадий, византийский военачальник (магистр армии) и наместник (экзарх) в провинции Африка.
- Талиесин, древнейший из поэтов, писавших на валлийском языке, чьи произведения дошли до наших дней.
- Флорид, святой епископ Читта-ди-Кастелло.
- Юн-Улуг, 8-й каган Гёктюрк (Небесных Тюрок) (588—599).